# مسيل الجزل
مسيل الجزل، قرية فلسطينية مهجرة، تقع على نهر الأردن، إلى الجنوب الشرقي من مدينة بيسان. هُجرت القرية في تاريخ 31 أيار من عام 1948 على يد القوات الصهيونية العسكرية.

## موقع القرية
ترتبط بها بطريق معبدّة تتجه إلى الغرب، وترتبط بيسان وجسر الشيخ حسين بطريق أخرى تتجه شمالًا. كما تقع إلى الجنوب الشرقي من القرية مضارب عرب الصف، وإلى الشمال منها مضارب عرب المنشية.
أنشأت قرية مسيل الجزل غرب الزيتاني في الطرف الغربي من غور بيسان، وهي تنخفض نحو 255م عن سطح البحر. تكثر حولها ينابيع الماء والعيون، ولا سيما في الجهة الغربية قرب حضيض الحافة الجبلية للغور. كما يجري في أراضيها وادي الشيخ محمد، وتشكّل مخاضة طريخيم معبر القرية إلى الجانب الشرقي لغور الأردن.

## احتلال القرية وتطهيرها عرقيًّا
على الرغم من غياب المعلومات المحدّدة عن احتلال القرية، فإنّه من الممكن الافتراض أنها احتلّت وقت سقوط القرى الواقعة قرب نهر الأردن في منطقة بيسان. حيث اجتاح لواء «غولاني» معظم هذه القرى في أواخر أيار/مايو 1948. ولعلّ سكانها طُردوا إلى شرق الأردن، كما حدث مع غيرهم من سكان المنطقة.

## القرية اليوم
تغطي برك للأسماك ومخازن تابعة لمستعمرة «كفار روبين» الموقع جزئيًا، وتمر مياه مسيل الجزل عبر هذه المستعمرة.

## المستعمرات الإسرائيلية على أراضي القرية
أقام الصهيونيون مستعمرة «كفار روبين» إلى الشمال من القرية، في سنة 1938، على أراض لم تزل تقليديًا تعدُّ من أراضي القرية.